# Caroline van der Linden
Caroline van der Linden (Dordrecht, 2 maart 1867 – Groet, 14 mei 1941) was een Nederlands sopraan.
Ze was dochter van operadirecteur Cornelis van der Linden en Catharina Cornelia Legel van Hofwegen. Zelf bleef ze ongetrouwd.
Ze kreeg beginnende muzieklessen van haar vader. Ze haalde haar piano- en zangdiploma aan de Nederlandse Toonkunstenaars Vereniging, maar stond al op de podia, meest onder leiding van haar vader. Wat volgden waren zanglessen bij beroemdheid Cornelie van Zanten aan het Conservatorium van Amsterdam, vervolgens bij Johannes Messchaert en ook George Henschel in Londen. Er waren optredens onder dirigenten als Kor Kuiler en Johan Schoonderbeek. 
Ze was echter meer bekend als zangpedagoge aan bijvoorbeeld de muziekschool te Alkmaar en privédocente in Amsterdam. In 1906 gaf ze leiding aan haar leerlingen in een uitvoering van de operette De geleende koekepan van Hendrika van Tussenbroek, plaats van handeling van de Hollandse Schouwburg. Onder haar bekendere leerlingen bevinden zich To van der Sluys, Corry Nera, Cecilia Brenner, Elise Haas, Caroline Castendijk, Thérèse Stokvis, Eduard van der Ploeg en Henrik Drost. Op later leeftijd trok ze zich terug in Groet, waar ze na een kort ziekbed overleed. Ze werd begraven op de Algemene Begraafplaats Schoorl (Molenweg). Ondanks haar relatief onbekende status als zangeres was haar overlijden landelijk nieuws.